# Hilda Lorimer
Elizabeth Hilda Lockhart Lorimer (* 30. Mai 1873 in Strathmartine; † 1. März 1954 in Oxford) war eine britische Klassische Archäologin.

## Werdegang
Hilda Lorimer war das zweite von acht Kindern des Predigers der Free Church of Scotland, Robert Lorimer. Ihr jüngerer Bruder war der Altphilologe William Lorimer, drei weitere Brüder – unter ihnen David Lockhart Robertson Lorimer – machten Karriere in der Kronkolonie Indien. Die Schwester Emilia war Dichterin, die Schwester Florence die Privatsekretärin von Aurel Stein am British Museum. Lorimer war sehr sprachbegabt, angeblich konnte sie schon im Alter von fünf Jahren fließend Griechisch sprechen. Nachdem sie von 1889 bis 1893 die High School of Dundee bezogen hatte, besuchte sie seit 1893 das Girton College der University of Cambridge. Zu ihren akademischen Lehrern gehörten Arthur Bernard Cook und James Duff Duff. 1896 erhielt sie für den ersten Teil des Classical honours tripos die Bestnote, den zweiten, zu der Zeit noch optionalen Teil, schloss sie nicht ab. Noch im selben Jahr wurde sie Fellow und Tutorin am Somerville College der University of Oxford. Hier verblieb sie für den Rest ihres akademischen Lebens. Als es 1920 möglich wurde, machte sie in Oxford ihren Master-of-Arts-Abschluss.
1901 konnte Lorimer als Pfeiffer Traveling Student der British School at Athens (BSA) viele der historischen Stätten des antiken Griechenland bereisen. Sie nahm an Ausgrabungen in Thessalien und auf Ithaka teil. Auf Ithaka wurde sie stark von Wilhelm Dörpfeld beeinflusst, auf Zakynthos arbeitete sie mit Sylvia Benton zusammen. Gemeinsam mit Lilian E. Tennant und Dorothy Lamb war sie 1911 bei Nachgrabungen in Phylakopi die erste weibliche Leiterin von Ausgrabungen der BSA. Während des 1. Weltkriegs diente sie im Schottischen Frauenkrankenhaus in Thessaloniki. Nach dem Krieg nutzte das Foreign Office historical department das Wissen Lirimers, die für die Regierung gemeinsam mit R. D. G. Laffan die Berichte The Slovenes und The Yugoslav Movement (beide 1920) anfertigte und später einen weiteren Bericht Yugoslavia (1923) verfasste. Zum Band The History of Serbia up to 1914 der Reihe Nations of Today steuerte sie ebenfalls Beiträge bei. Ab 1920, dem Jahr, als Frauen erstmals auch den abschließenden dritten Teil des Classical honours tripos abschließen konnten, lehrte sie gemeinsam mit John Linton Myres „Homerische Archäologie“, seit 1929 bis zu ihrer Pensionierung 1939 als University Lecturer. 1922 nahm sie an den Ausgrabungen in Mykene, 1931 am Berg Aetos auf Ithaka sowie 1934 in Zakynthos und Akroterion teil. 1941 kehrte sie zurück an die Universität, um ihren zum Zweiten Weltkrieg eingezogenen Nachfolger bis 1945 zu vertreten. Zudem war sie in der Zeit Vize-Rektorin des Colleges. 1941 und 1951 wurde sie zum Honary Fellow ihres Colleges berufen und 1948 wurde ihr im Alter von 75 Jahren im Zuge der akademischen Gleichstellung der Frauen an ihrer alten Universität Cambridge auch förmlich der Master-of-Arts-Abschluss zuerkannt.

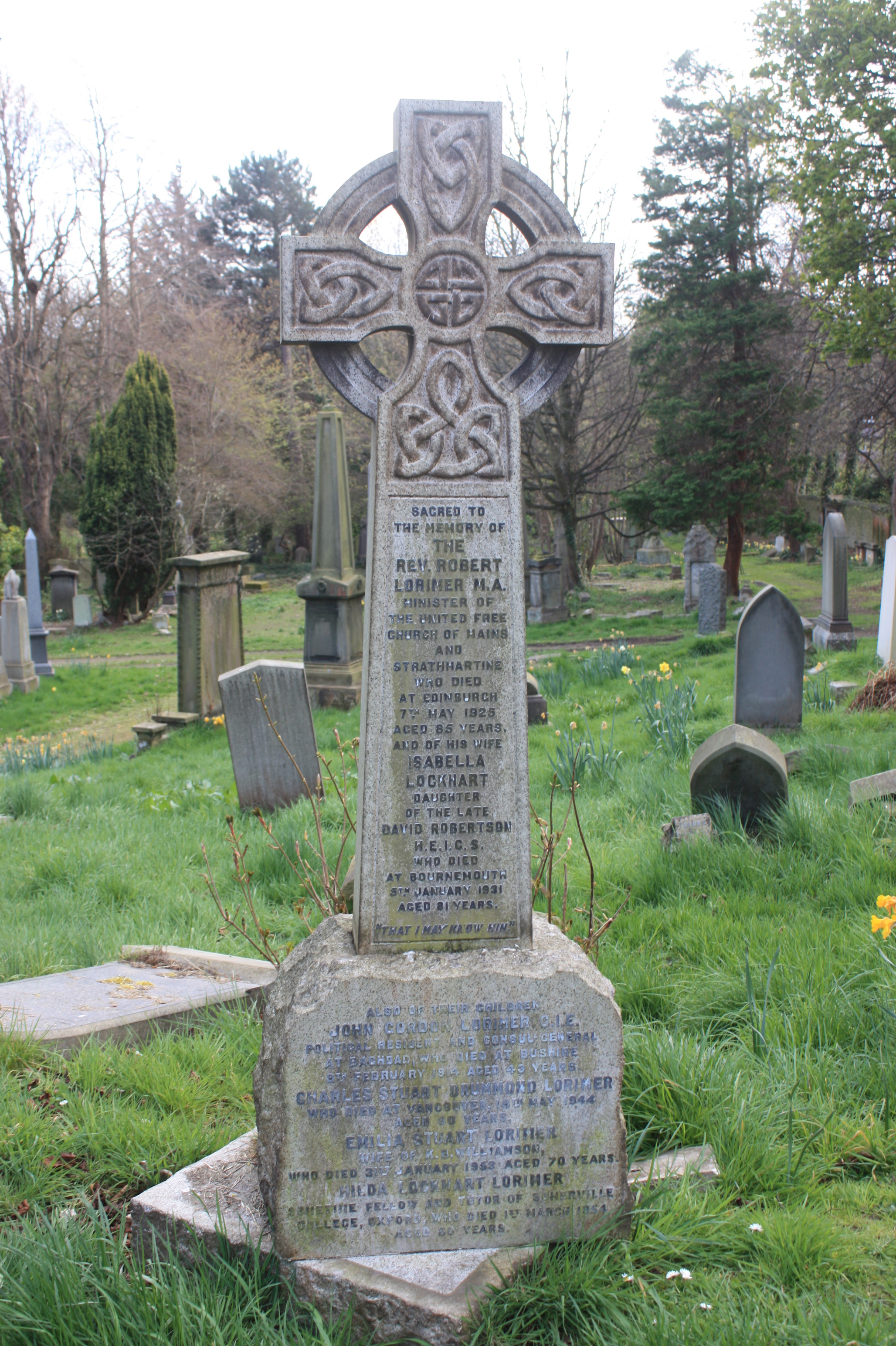
Grab Lorimers auf dem Warriston Cemetery in Edinburgh

Seit dem Beginn ihrer Studien spezialisierte sich Lorimer auf die späte Bronze- und frühe Eisenzeit, als die „homerische Zeit“, die zu dieser Zeit einen wissenschaftlichen Aufschwung erfuhr. Zunächst war sie Philologin, wechselte aber schnell zur Archäologie, ohne dabei ihr Herkommen von der Philologie zu vergessen. Lorimer versuchte die vielen neuen Erkenntnisse zu sammeln und zu ordnen. Ihr besonderes Interesse galt den Waffen und Rüstungen der Zeit, doch interessierte sie sich auch für viele weitere Lebensbereiche darüber hinaus. Ihre Forschungsergebnisse veröffentlichte sie weitestgehend im The Journal of Hellenic Studies. Sie verfasste mit Homer and the Monuments nur eine Monografie. Für eine weitere Rezeption des Werkes war es Lorimers Pech, dass zwischen dem Verfassen und dem Publizieren der Arbeit aufgrund der Nachwirkungen des Krieges fünf Jahre vergingen. Obwohl es eine angemessene Synthese der langjährigen Forschungsergebnisse darstellte, waren durch mittlerweile erfolgte andere Veröffentlichungen, etwa von Milman Parry zur Überlieferungsgeschichte der homerischen Epen, R. L. Plamer zur Wohnarchitektur und Martin P. Nilsson zur Religion Teile der Arbeit nicht mehr aktuell. Zudem wurden manche ihre Interpretationen mittlerweile als überholt und altmodisch angesehen. Dennoch war das Buch ob seiner Materialfülle weiterhin von einem gewissen Wert.
Als akademische Lehrerin wurde Lorimer für ihre hohen Standards, die keine Nachlässigkeiten und Ungenauigkeiten duldeten, sowie für ihren Intellekt und ihre scharfe Kritik gefürchtet und bewundert zugleich. Zu ihren Kollegen am Somerville College fand sie keinen rechten Zugang, sie galt als eher unnahbar und exzentrisch. Den Eindruck der Exzentrik verstärkte noch, dass sie sonnabends auf vogelkundliche Wandertouren ging.

## Schriften
- Homer and the Monuments. Macmillan, London 1950.